# Leopoldo Bravo
Leopoldo Bravo (San Juan, 15 de marzo de 1919 - ibídem, 4 de agosto de 2006) fue un político y diplomático argentino. Fue un senador nacional y embajador en la Unión Soviética, además de tres veces gobernador de la provincia de San Juan, conociéndoselo como un caudillo de su provincia.

## Biografía
Bravo nació en la Ciudad de San Juan, hijo ilegítimo de Federico Cantoni, y Enoe Bravo. En aquellos tiempos por su estatus social podía ser mejor no reconocerlo, Cantoni lo hizo, pero el joven Leopoldo optó por mantener el apellido materno. Bravo se graduó de la Universidad Nacional de La Plata como abogado en 1942. Aún joven, Bravo militó como uno de los líderes del Partido Bloquista, un partido provincial que había nacido de la separación de la Unión Cívica Radical entre 1916-1922, durante la presidencia de Hipólito Yrigoyen. 

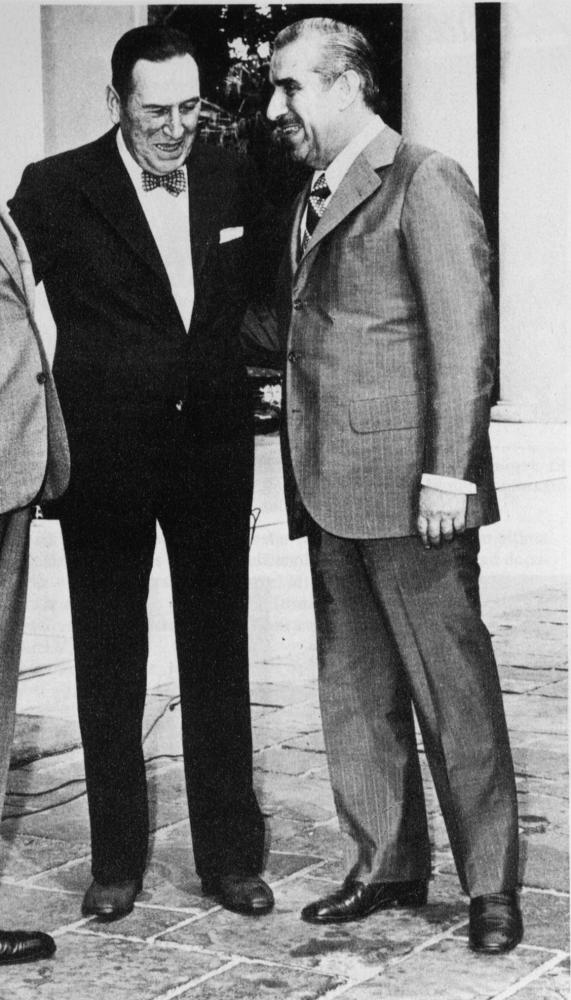
Reunión en la Quinta de Olivos con el presidente Juan Domingo Perón.

Fue designado como encargado de negocios en la Embajada Argentina en Moscú, en 1946, agregando asimismo en 1948 las de Rumania y Bulgaria, y en 1953 fue designado como Embajador en la Unión Soviética por el presidente Juan Perón, sucediendo a Cantoni, su padre. Fue uno de los pocos embajadores en entrevistarse con José Stalin, así como el último extranjero en hacerlo el 7 de febrero de 1953.
Fue elegido Gobernador de San Juan con apoyo peronista en 1962, sin embargo, el presidente Arturo Frondizi fue forzado a anular las elecciones debido a las objeciones militares y los conservadores peronistas; se postuló nuevamente en 1963, triunfó y asumió el cargo el 12 de octubre de 1963, desempeñándose hasta el 26 de junio de 1966. Pragmático y experimentado, Bravo estuvo bajo asesoramiento de gobiernos militares y civiles, y mantuvo vínculos con Perón exiliado, sin embargo, se opuso a la labor de sindicalización de la CGT y al movimiento peronista. Bravo fue candidato a vicepresidente acompañando al Brig. Gen. Ezequiel Martínez, fórmula que contaba con el apoyo del entonces presidente de facto Alejandro Lanusse, en las elecciones de marzo de 1973. 
Durante el Proceso de Reorganización Nacional, Bravo fue nuevamente designado como embajador en la Unión Soviética y Mongolia, sirviendo hasta 1981, y, brevemente, Embajador en Italia. El caudillo bloquista había sido interventor de  facto de la provincia durante la dictadura de Jorge Rafael Videla y Emilio Eduardo Massera desde el 15 de enero de 1982 hasta el 7 de diciembre de 1982. En 1983 su hermano, Federico Saturnino Bravo, lo sucedió como Embajador en Moscú. Con el regreso de la democracia en 1983, Leopoldo fue nuevamente electo gobernador; pero los resultados desfavorables para él en las elecciones legislativas en 1985 lo llevaron a renunciar. Gobernó desde el 10 de diciembre de 1983 hasta el 15 de noviembre de 1985. Durante su tercer gobierno hizo destituir a toda la Corte de Justicia que avaló el reclamo de dos diputadas expulsadas de la Cámara por "inconducta partidaria"
Bravo fue elegido nuevamente senador por su provincia en 1989. Se alió con el presidente Carlos Menem, y su voto fue decisivo en el senado para la aprobación del Pacto de Olivos que permitió la reelección de Menem. Después de su retiro uno de los líderes, Bravo fue nombrado presidente honorario en el Partido Bloquista, que participaría en la Alianza con la que se proclamaría presidente Fernando de la Rúa, partido que además ganaría la gobernación provincial. Durante su último mandato se denunciaron la falta de cumplimiento de los deberes inherentes al cargo de gobernador de la provincia, salarios atrasados, irregularidades, y el colapso del sistema de recaudación de impuestos.
Fue elegido Convencional Nacional Constituyente en 1994. Sus tres períodos como senador comprenden: I) 3 de mayo de 1973 al 24 de marzo de 1976; II) 28 de noviembre de 1986 al 9 de diciembre de 1995 y III) 10 de diciembre de 1995 al 10 de diciembre de 2004.
En sus últimos años, padeció de alzheimer, y evitó aparecer públicamente. Falleció de una hemorragia intestinal y un ataque cardíaco. Miles de personas asistieron a su funeral, estando su esposa ausente, Ivelise Falcioni; con quien tuvo seis hijos. Uno de sus hijos, Leopoldo Alfredo Bravo, exdiputado nacional por la Provincia de San Juan, fue designado Embajador en Rusia a una semana de su muerte.